# Sancha z Leónu
Sancha z Leónu (w hiszpańskich źródłach często jako Sancha Alfónsez, ur. ok. 1018, zm. 8 listopada 1067 w Leónie) – hrabina Kastylii, królowa Leónu. Córka króla Leónu Alfonsa V i jego pierwszej żony Elviry Menéndez, żona Ferdynanda I.
Ze względów politycznych zaaranżowano małżeństwo między Sanchą a hrabią Kastylii Garcíą II Sánchezem. Jednak przed ślubem García został zamordowany, prawdopodobnie 13 maja 1029 roku. W 1032 roku Sancha poślubiła siostrzeńca, a zarazem następcę Garcii, Ferdynanda I, który w 1038 roku został królem Leónu.
We wrześniu 1037 roku wojska Ferdynanda I w bitwie pod Tamarón pokonały wojska króla Leónu, którym był Bermudo III, szwagier Ferdynanda. Bermudo poległ w bitwie i z chwilą jego śmierci na polu bitwy dziedziczką królestwa Leónu stała się Sancha.
Po śmierci Ferdynanda w 1065 roku Sancha zamieszkała w klasztorze, którego ksieni była przed ślubem. Zmarła 8 listopada 1067 w Leónie i została pochowana w królewskim panteonie bazyliki św. Izydora w León.

## Rodzina
Sancha z Ferdynandem mieli pięcioro dzieci:
- Urrakę (1033/34 – 1101),
- Sancho II (ok.1037-1072), późniejszego króla Kastylii, Galicji i Leónu,
- Elwirę (1038/9–1101)
- Alfonsa VI (ok. 1040/1041–1109), późniejszego króla Kastylii, Galicji i Leónu,
- Garcię II (1041/43–1090), późniejszego króla Galicji i hrabiego Portugalii.